# (1558) Järnefelt
(1558) Järnefelt es un asteroide que forma parte del cinturón exterior de asteroides y fue descubierto el 20 de enero de 1942 por Liisi Oterma desde el observatorio de Iso-Heikkilä, Finlandia.

## Designación y nombre
Järnefelt se designó inicialmente como 1942 BD.
Posteriormente fue nombrado en honor del astrónomo finés Gustaf Järnefelt (1901-1989).

## Características orbitales
Järnefelt está situado a una distancia media de 3,225 ua del Sol, pudiendo acercarse hasta 3,12 ua. Su excentricidad es 0,03241 y la inclinación orbital 10,49°. Emplea en completar una órbita alrededor del Sol 2115 días.